# Электронно-лучевая обработка
Электронно-лучевая обработка (англ. electron-beam processing) — широкий спектр технологий, при которых используют остросфокусированный пучок электронов, движущихся с большой скоростью.

## Виды электронно-лучевой обработки
Различают термическую и нетермическую обработку.
К термическим процессам относятся: плавление, сварка, термообработка ограниченных зон, сверление, микрофрезерование, переплав поверхностных слоев, гравировка, пайка, напыление. К нетермическим процессам принадлежат: стерилизация и активация поверхностей материалов, запись информации (в том числе голограмм), электронная литография, производство многослойных структур.

## Применение
Электронно-лучевым плавлением получают особо чистые металлы и сплавы; испарением металлических и неметаллических материалов (окислов, карбидов, боридов) с дальнейшей раздельной или совместной конденсацией получают покрытия различного назначения (декоративные или с определенными физико-химическими свойствами). Электронно-лучевая термообработка (например, отжиг) придает материалам нужную структуру; размерная обработка (например, высокоточное сверление или фрезерование) — заданной формы и размеров. В качестве источников электронных пучков используют специальные генераторы — электронно-лучевые пушки, являющиеся составной частью электронно-технологических установок (или электронно-лучевых печей в случае плавления материалов). Электроны излучаются при нагревании катода (из вольфрама, тантала) и ускоряются в высоковольтном электрическом поле между анодом и катодом. Известны две принципиально различные системы электронных плавильных пушек: без ускоряющего анода (с кольцевым катодом из вольфрамового провода; как анод используют металл, который расплавляется) и с анодами различного типа.
Электронно-лучевые технологии применяют в металлургии, машиностроении, радиоэлектронике и т. п.

## Историческая справка
Значительный вклад в открытие и изучение энергетических эффектов электронного луча сделали английские ученые В. Гроувс (нагрев металлов ускоренным магнитным полем пучков электронов, 1852), В. Крукс (перенос лучами энергии и импульсов, плавления платинового анода, 1879), Дж. Томсон (открытие потока электронов магнитным полем, 1897), американский физик Г.-Е. Милликен (точное определение зарядов электронов, 1905).
В 1905 году Пирани впервые использовал поток электронов в вакууме для выплавки металлов, но быстрое развитие электронно-лучевой обработки стало возможно лишь после того, как пучок электронов сфокусировали. Этого добились Арденне и Рюле в 1934 году. Практическое внедрение в промышленность началось с 1960-х годов. С 1970-х годов началось массовое применение не термических процессов.